# Здењек Шварц
Здењек Шварц (чеш. Zdeněk Švarc; Праг, 16. децембар 1919 − Ламанш, 8. новембар 1948) био је чехословачки хокејаш на леду који је играо на позицији одбрамбеног играча.
Током каријере играо је за прашке тимове ЛТЦ, Стадион и ЧЛТК, а такође је остварио и два наступа у дресу репрезентације Чехословачке.
Погинуо је у авионској несрећи заједно са још 5 чехословачких репрезентативаца − Здењек Јарковски, Вилибалд Штјовик, Карел Стибор, Милослав Покорни и Ладислав Тројак − када се авион којим су путовали на турнир у Лондон срушио у Ламанш. Године 1968. Здењек Шварц је посмртно проглашен заслужним мајстором чехословачког спорта. 